# Laktaši

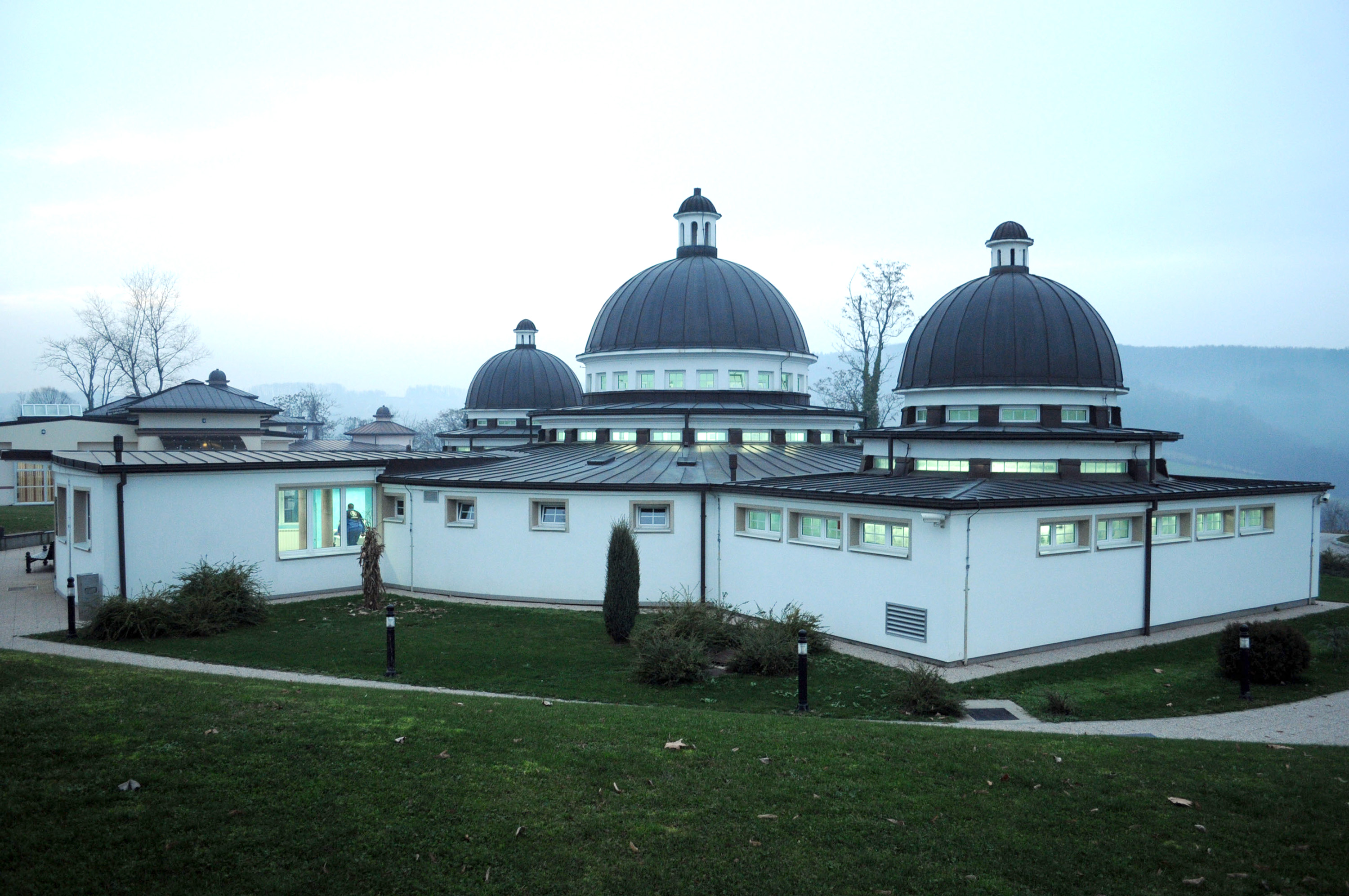
Spa Slatina

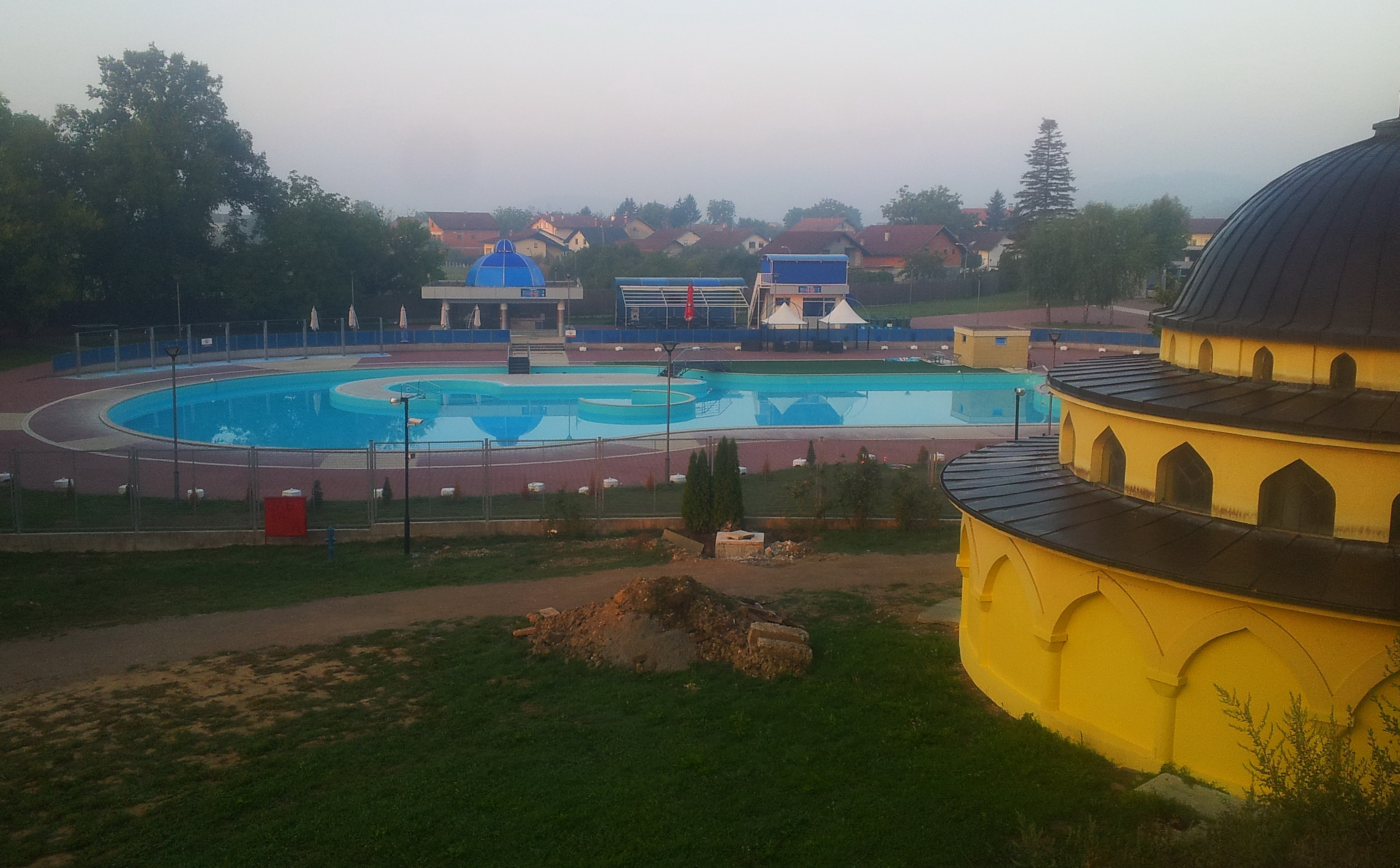
Spa Laktaši

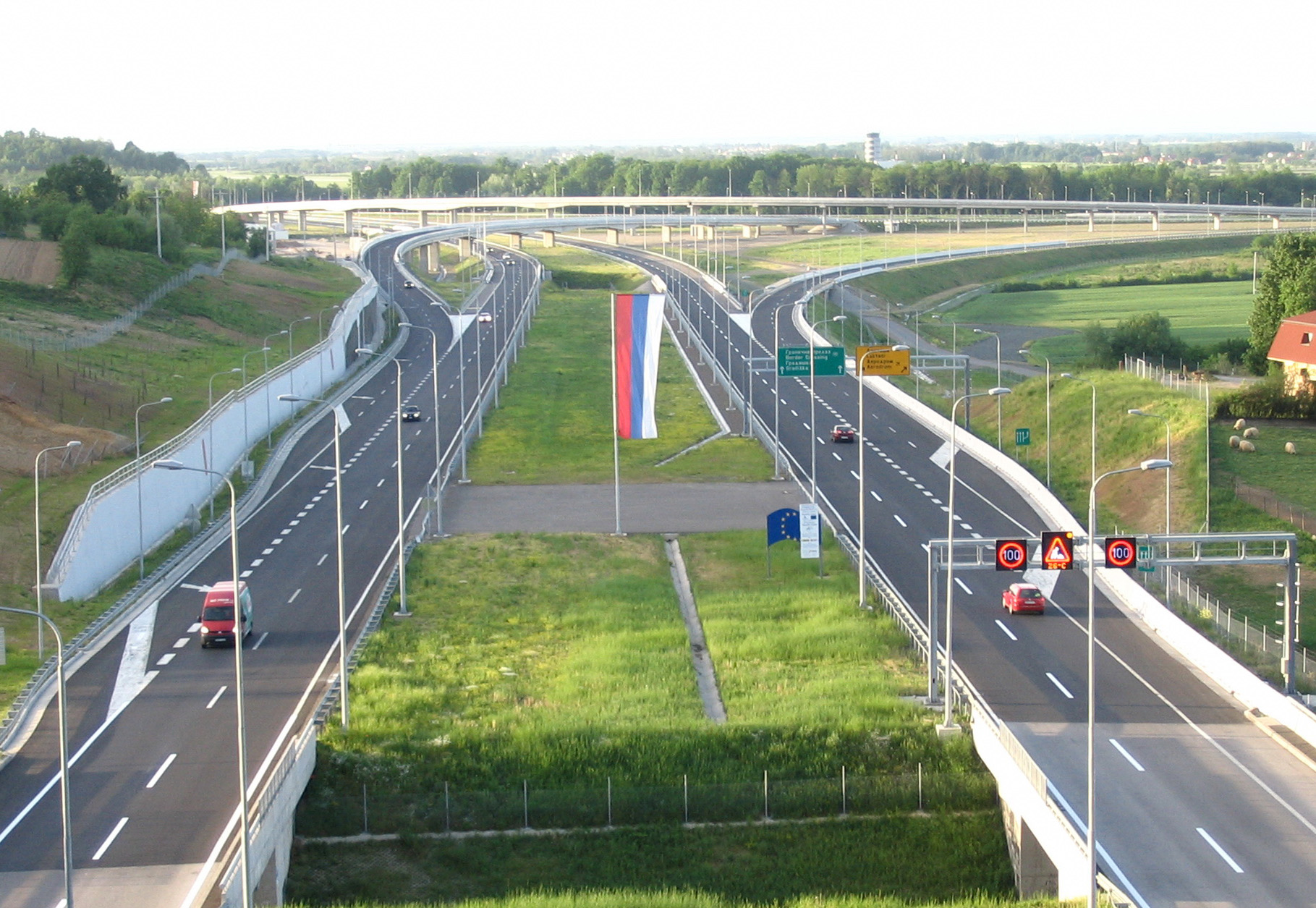
Autostradă către Laktaši

Laktaši (în sârbă Лакташи) este un oraș și o comună situate în Republika Srpska, o entitate din Bosnia și Herțegovina. În 2013 comuna avea o populație de 34.966 de locuitori, în timp ce orașul avea o populație de 5.879 de locuitori.

## Geografie

### Geografie fizică
Comuna Laktaši este situată în (câmpul) Lijevče polje, la 19 km nord de orașul Banja Luka. Râul Vrbas, care curge prin mijlocul teritoriului său, îl împarte în Župa (malul drept al râului Vrbas) și partea Potkozarsko-Lijevčanski (malul stâng al râului Vrbas). Lijevče polje, de-a lungul câmpiilor fertile ale Semberiei, o parte geografică a regiunii Peripanon, este principalul grânar al Republicii Srpska.

### Geografie politică
Comuna Laktaši este situată în partea de nord-est a Republicii Srpska la coordonatele 44°54′33″N și 17°18′06″E și se învecinează cu orașul Banja Luka și cu comunele Gradiška, Srbac, Prnjavor și Čelinac. Comuna Laktaši ocupă o suprafață de 338,37 km2.
Zona din care face această comună a avut o poziție favorabilă în trecut, începând cu vremea romanilor, când așa-numitul „drum al sării” lega Salona de Servicio. Astăzi, autostrăzile Banja Luka - Gradiška și Banja Luka - Doboj trec prin comunna Laktaši, conectând comuna Laktaši cu autostrada Zagreb - Belgrad, iar în viitor cu autostrada Budapesta - Ploče. Comuna Laktaši are, de asemenea, singurul aeroport internațional din Republica Srpska, situat la nord de orașul Laktaši, în apropierea satului Mahovljani.

### Climat
Comuna Laktaši are o climă continentală, cu ierni aspre și veri calde. Cea mai caldă lună a anului este iulie, cu o temperatură medie de 25°C (77°F). Cea mai rece lună a anului este ianuarie, când temperaturile sunt în medie -5°C (23°F ). Precipitațiile anuale în comuna Laktaši sunt de aproximativ 875 mm. Datorită latitudinii mari a orașului; ninge aproape în fiecare an. Vânturile puternice vin dinspre nord și nord-est, aducând multă zăpadă.

## Date demografice
Conform rezultatelor recensământului din 2013, comuna Laktaši are o populație de 34.966 de locuitori.

### Populație
| Populația localităților – Comuna Laktaši | Populația localităților – Comuna Laktaši | Populația localităților – Comuna Laktaši | Populația localităților – Comuna Laktaši | Populația localităților – Comuna Laktaši | Populația localităților – Comuna Laktaši | Populația localităților – Comuna Laktaši | Populația localităților – Comuna Laktaši | Populația localităților – Comuna Laktaši |
| ---------------------------------------- | ---------------------------------------- | ---------------------------------------- | ---------------------------------------- | ---------------------------------------- | ---------------------------------------- | ---------------------------------------- | ---------------------------------------- | ---------------------------------------- |
|                                          | Localitate                               | 1948                                     | 1953                                     | 1961                                     | 1971                                     | 1981                                     | 1991                                     | 2013                                     |
|                                          | Total                                    | 3.341                                    | 8.239                                    | 26.201                                   | 25.997                                   | 27.676                                   | 29.910                                   | 34.966                                   |
| 1                                        | Aleksandrovac                            |                                          |                                          |                                          |                                          |                                          | 677                                      | 802                                      |
| 2                                        | Aleksići                                 |                                          |                                          |                                          |                                          |                                          | 204                                      | 216                                      |
| 3                                        | Bakinci                                  |                                          |                                          |                                          |                                          |                                          | 608                                      | 489                                      |
| 4                                        | Boškovići                                |                                          |                                          |                                          |                                          |                                          | 403                                      | 378                                      |
| 5                                        | Bukovica                                 |                                          |                                          |                                          |                                          |                                          | 558                                      | 631                                      |
| 6                                        | Čardačani                                |                                          |                                          |                                          |                                          |                                          | 596                                      | 659                                      |
| 7                                        | Ćetojevići                               |                                          |                                          |                                          |                                          |                                          | 241                                      | 202                                      |
| 8                                        | Dovići                                   |                                          |                                          |                                          |                                          |                                          | 310                                      | 332                                      |
| 9                                        | Drugovići                                |                                          |                                          |                                          |                                          |                                          | 876                                      | 721                                      |
| 10                                       | Glamočani                                |                                          |                                          |                                          |                                          |                                          | 1.612                                    | 1.928                                    |
| 11                                       | Jablan                                   |                                          |                                          |                                          |                                          |                                          | 1.368                                    | 2.127                                    |
| 12                                       | Jakupovci                                |                                          |                                          |                                          |                                          |                                          | 1.180                                    | 1.579                                    |
| 13                                       | Jaružani                                 |                                          |                                          |                                          |                                          |                                          | 550                                      | 444                                      |
| 14                                       | Kadinjani                                |                                          |                                          |                                          |                                          |                                          | 623                                      | 461                                      |
| 15                                       | Kobatovci                                |                                          |                                          |                                          |                                          |                                          | 843                                      | 845                                      |
| 16                                       | Kosjerovo                                |                                          |                                          |                                          |                                          |                                          | 784                                      | 668                                      |
| 17                                       | Kriškovci                                |                                          |                                          |                                          |                                          |                                          | 740                                      | 577                                      |
| 18                                       | Laktaši                                  |                                          |                                          | 1.015                                    | 1.415                                    | 2.607                                    | 3.483                                    | 5.879                                    |
| 19                                       | Ljubatovci                               |                                          |                                          |                                          |                                          |                                          | 429                                      | 256                                      |
| 20                                       | Maglajani                                |                                          |                                          |                                          |                                          |                                          | 1.490                                    | 1.596                                    |
| 21                                       | Mahovljani                               |                                          |                                          |                                          |                                          |                                          | 877                                      | 924                                      |
| 22                                       | Malo Blaško                              |                                          |                                          |                                          |                                          |                                          | 591                                      | 666                                      |
| 23                                       | Milosavci                                |                                          |                                          |                                          |                                          |                                          | 595                                      | 482                                      |
| 24                                       | Miloševci                                |                                          |                                          |                                          |                                          |                                          | 345                                      | 265                                      |
| 25                                       | Mrčevci                                  |                                          |                                          |                                          |                                          |                                          | 735                                      | 680                                      |
| 26                                       | Papažani                                 |                                          |                                          |                                          |                                          |                                          | 469                                      | 375                                      |
| 27                                       | Petoševci                                |                                          |                                          |                                          |                                          |                                          | 499                                      | 576                                      |
| 28                                       | Šeškovci                                 |                                          |                                          |                                          |                                          |                                          | 412                                      | 310                                      |
| 29                                       | Slatina                                  |                                          |                                          |                                          |                                          |                                          | 1.153                                    | 1.344                                    |
| 30                                       | Šušnjari                                 |                                          |                                          |                                          |                                          |                                          | 678                                      | 713                                      |
| 31                                       | Trn                                      |                                          |                                          |                                          |                                          |                                          | 3.554                                    | 5.544                                    |
| 32                                       | Veliko Blaško                            |                                          |                                          |                                          |                                          |                                          | 948                                      | 1.408                                    |

### Compoziție etnică
Populația din Laktaši, după etnie, conform recensămintelor din 1971, 1981, 1991 și 2013 este următoarea:
| Naționalitate | 2013           | 1991           | 1981           | 1971           |
| Total         | 5.879 (100,0%) | 3.483 (100,0%) | 2.607 (100,0%) | 1.415 (100,0%) |
| Sârbi         |                | 2.866 (82,29%) | 1.879 (72,08%) | 1.229 (86,86%) |
| iugoslavi     |                | 345 (9.905%)   | 538 (20,64%)   | 11 (0,777%)    |
| Alții         |                | 134 (3.847%)   | 75 (2.877%)    | 50 (3.534%)    |
| croați        |                | 99 (2.842%)    | 79 (3,030%)    | 77 (5.442%)    |
| bosniaci      |                | 39 (1.120%)    | 15 (0,575%)    | 28 (1.979%)    |
| muntenegreni  |                |                | 16 (0,614%)    | 15 (1.060%)    |
| macedoneni    |                |                | 3 (0,115%)     |                |
| albanezi      |                |                | 2 (0,077%)     | 1 (0,071%)     |
| sloveni       |                |                |                | 4 (0,283%)     |

| Naționalitate | 2013.           | 1991.           | 1981.           | 1971.           |
| Total         | 34.966 (100,0%) | 29.832 (100,0%) | 27.676 (100,0%) | 25.997 (100,0%) |
| Sârbi         | 33.462 (95,70%) | 24.176 (81,04%) | 21.642 (78,20%) | 21.986 (84,57%) |
| Alții         | 871 (2,491%)    | 1.153 (3,865%)  | 753 (2,721%)    | 707 (2,720%)    |
| Croați        | 521 (1,490%)    | 2.565 (8,598%)  | 2.512 (9,076%)  | 2.731 (10,51%)  |
| Bosniaci      | 112 (0,320%)    | 408 (1,368%)    | 245 (0,885%)    | 341 (1,312%)    |
| Iugoslavi     |                 | 1.530 (5,129%)  | 2.260 (8,166%)  | 84 (0,323%)     |
| Romi          |                 |                 | 192 (0,694%)    |                 |
| Sloveni       |                 |                 | 35 (0,126%)     | 106 (0,408%)    |
| Muntenegreni  |                 |                 | 28 (0,101%)     | 34 (0,131%)     |
| Macedoneni    |                 |                 | 7 (0,025%)      | 3 (0,012%)      |
| Albanezi      |                 |                 | 2 (0,007%)      | 5 (0,019%)      |

## Economie
Următorul tabel oferă o previzualizare a numărului total de angajați înregistrați pe fiecare activitate principală (în 2016):
| Activitate                                                                   | Total |
| ---------------------------------------------------------------------------- | ----- |
| Agricultură, silvicultură și pescuit                                         | 261   |
| Minerit și activitate extractivă                                             | 17    |
| Producție                                                                    | 2.754 |
| Alimentare cu energie electrică, gaz și căldură                              | 124   |
| Alimentare cu apă, canalizare, strângerea și gestionarea deșeurilor          | 135   |
| Construcții                                                                  | 925   |
| Comerț cu ridicata și cu amănuntul, reparații de autovehicule și motociclete | 2.784 |
| Transport și depozitare                                                      | 437   |
| Hoteluri și restaurante                                                      | 365   |
| Informații și comunicare                                                     | 17    |
| Finanțe și asigurări                                                         | 20    |
| Activități imobiliare                                                        | 2     |
| Activități științifice și tehnice                                            | 26    |
| Activități administrative și de asistență                                    | 5     |
| Administrație publică și apărare                                             | 162   |
| Educație                                                                     | 225   |
| Sănătate și activități sociale                                               | 146   |
| Artă, divertisment și recreere                                               | 54    |
| Alte servicii                                                                | 36    |
| Total                                                                        | 8.495 |

## Sport
Cea mai cunoscută echipă locală de sport este echipa de baschet KK Igokea cu sediul în Aleksandrovac. KK Igokea este concurent regulat în Liga Adriatică ABA regională și una dintre cele două echipe din Bosnia și Herțegovina care au jucat la EuroCup. Clubul local de fotbal, FK Laktaši, joacă în Liga a II-a a Republicii Srpska.

## Personalități născute aici
- Milorad Dodik (n. 1959), politician bosniac, președintele așa numitei Republici Srpska.

## Galerie

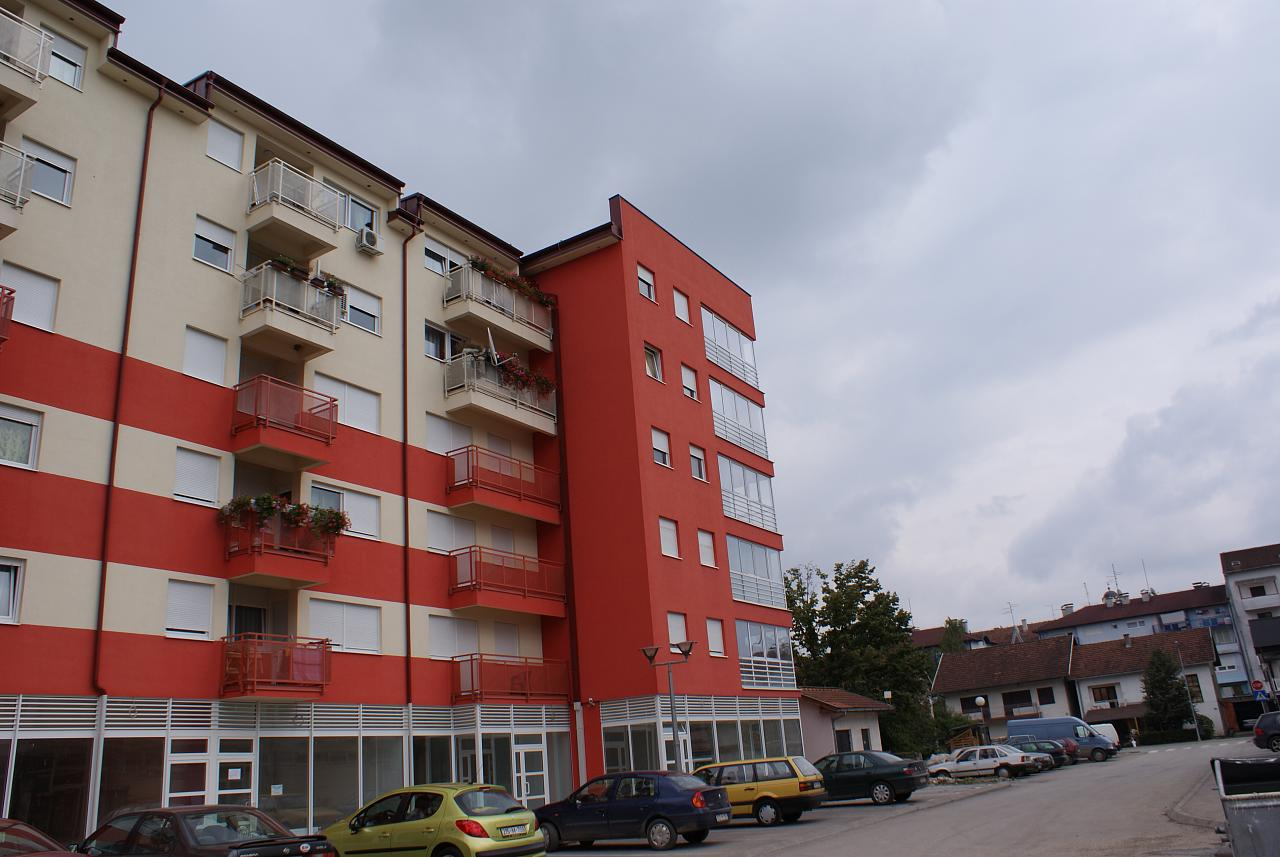
Stradă din Laktaši
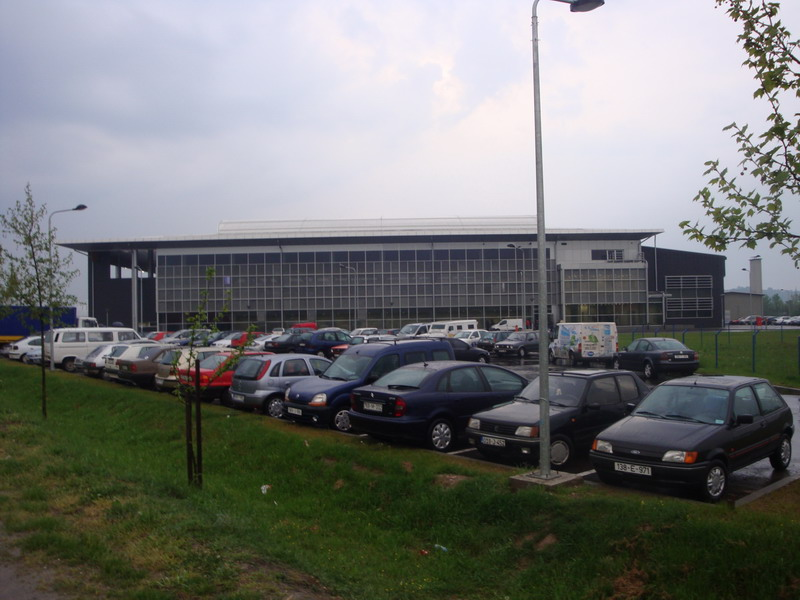
Sala de sport din Laktaši
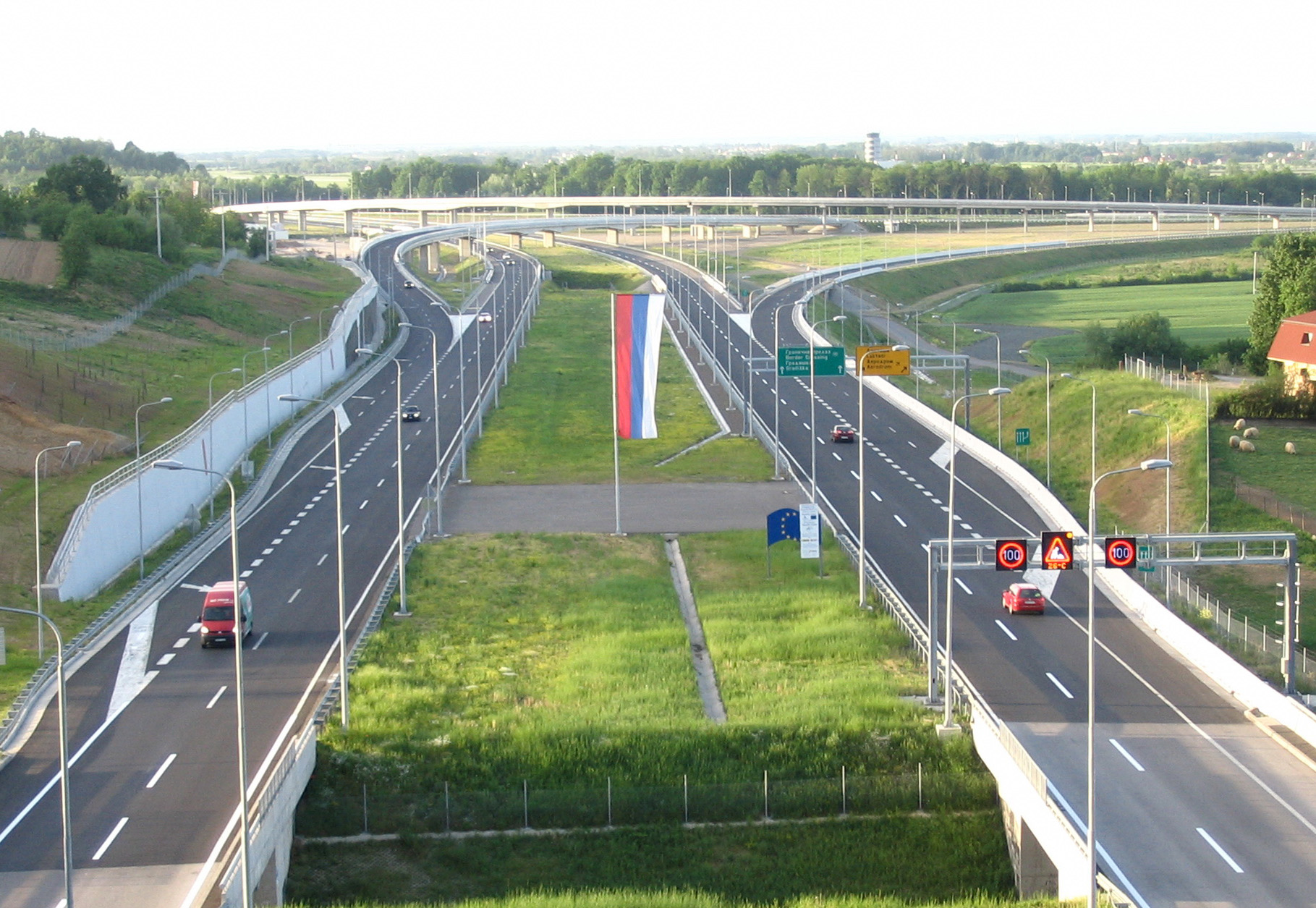
Autostradă care trece prin Laktaši